# Religião na Líbia
A religião predominante na Líbia é a Islâmica, com 97 % da população associada com a fé. A grande maioria dos muçulmanos líbios aderem ao Islão sunita, que fornece um guia espiritual tanto para os indivíduos e um fortalecimento para a política governamental, mas uma minoria (entre 5 e 10%) aderem ao Ibadismo (um ramo da carijitas), sobretudo, em Jebel Nefusa e a cidade de Zuwarah.

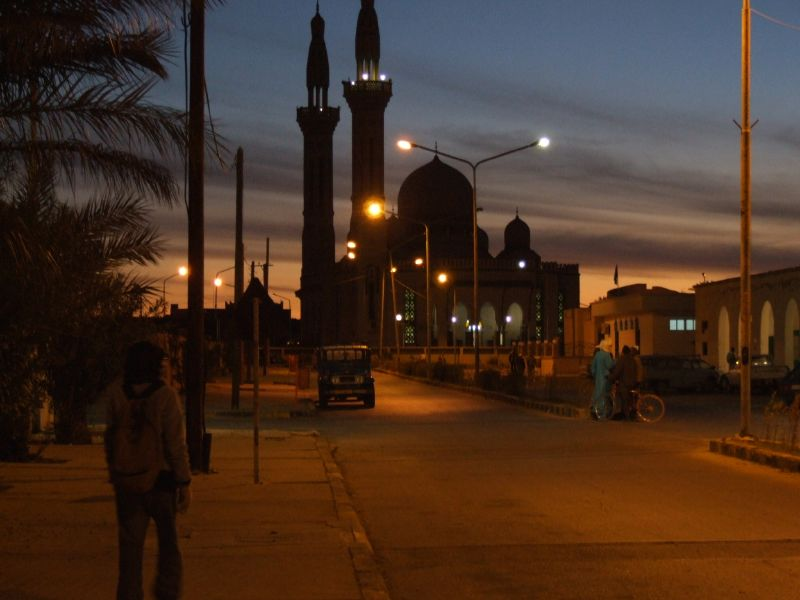
Mesquita em Gadamés, próximo à fronteira da Tunísia e Argélia. Cerca de 97% dos libaneses são seguidores do Islão.

 A não ser a esmagadora maioria dos muçulmanos sunitas, existem também pequenas comunidades Cristãs, compostas exclusivamente por estrangeiros. Sob Gaddhafi, os cristãos eram protegidos, atualmente não mais.
Existem mais de 60000 Coptas egípcios na Líbia, 
sozinhos eles compreendem mais de 1 % da população. 
Há também uma pequena comunidade Anglicana, formada em grande parte pelos trabalhadores imigrantes africanos, em Trípoli, é parte da Diocese Anglicana do Egito. Existe um valor estimado de 40000 católicos romanos na Líbia, que são servidos por dois bispos, um em Trípoli (servindo a comunidade italiana) e um na Benghazi (servindo uma comunidade maltesa).
Líbia foi até pouco tempo a casa de uma das mais antigas comunidades Judaicas em todo o mundo, que remonta a pelo menos 300 aC.  Uma série de pogromas, com início em novembro de 1945 prolongou-se por quase três anos, a redução drástica da população judaica da Líbia. Em 1948, cerca de 38.000 judeus permaneceram no país. Após a independência da Líbia, em 1951, a maioria da comunidade judaica emigrou. Depois da Guerra do Suez, em 1956, mas todos os cerca de 100 judeus foram obrigados a fugir.

## Liberdade de religião
A liberdade de religião é restringida na Líbia.